# Општина Афумаци (Долж)
Афумаци (рум. Afumaţi) општина је у Румунији у округу Долж.
Oпштина се налази на надморској висини од 51 m.